# Sobuor
Sobuor är en holme i Mikronesiska federationen.   Den ligger i kommunen Losap Municipality och delstaten Chuuk, i den västra delen av landet, 600 km väster om huvudstaden Palikir. Sobuor ligger 16 meter över havet.